# Yoshihito Nishioka
Yoshihito Nishioka (西岡 良仁, født 27. september 1995 i Tsu, Japan) er en professionel tennisspiller fra Japan.